# 15550 Сідней
15550 Сідней (15550 Sydney) — астероїд головного поясу, відкритий 31 березня 2000 року.
Тіссеранів параметр щодо Юпітера — 3,230.